# Sonja Klisura
Sonja Klisura est une joueuse de volley-ball serbe née le 30 juin 1989 à Bačka Topola. Elle mesure 1,87 m et joue au poste d'attaquante. 

## Clubs
| Club                  | De        | À         |
| --------------------- | --------- | --------- |
| ŽOK Spartak           | 2003-2004 | 2008-2009 |
| ŽOK Vojvodina         | 2009-2010 | 2009-2010 |
| ŽOK Novi Sad          | 2010-2011 | 2010-2011 |
| ŽOK Vojvodina         | 2011-2012 | 2011-2012 |
| HPK Naiset            | 2012-2013 | 2012-2013 |
| ŽOK Novi Sad          | 2013-2014 | 2015-2016 |
| Al Wasl Dubaï         | 2016-2017 | 2016-2017 |
| KV MŠK OKTAN Kežmarok | 2017-2018 | …         |